# World Kicks
World Kicks (ワールドキックス?, Wārudo Kikkusu) è un videogioco di calcio per arcade sviluppato e pubblicato dalla Namco nel 2000. Trattasi del primo ed unico titolo della compagnia ad operare sulla scheda madre Sega NAOMI.

## Modalità di gioco
World Kicks simula un torneo di calcio a 5 che può essere giocato fino a quattro utenti contemporaneamente (o fino a otto interconnettendo due cabinati tramite LAN). Questo torneo è articolato in tre fasi, i cui incontri durano da 1 minuto e 30 secondi ai 2 minuti di tempo. Scopo del gioco segnare uno o più goal al fine di guadagnare la vittoria e passare al turno successivo. Se un match termina con un pareggio si passa direttamente ai rigori, dove vince chi ha fatto più goal dell'altro.
L'utente controlla il calciatore della propria squadra con il joystick e lo fa muovere in ogni direzione all'interno del campo; se spinge il joystick fino in fondo, il calciatore correrà ancora più velocemente. Per passare la palla ad uno dei compagni, tirare in porta o placcare l'avversario, l'utente in combinazione con l'azionamento del joystick calcia un dispositivo di input emisferico che assomiglia a una palla, posto sotto al cabinato. La velocità della palla cambia a seconda della forza con cui tale dispositivo viene calciato. Inoltre premendo un pulsante può cambiare giocatore al momento del passaggio della palla.
Prima che la partita vera e propria cominci è obbligatorio selezionare la parte del campo e una squadra internazionale tra le venti disponibili. Tra queste ultime c'è anche un team speciale chiamato "Namco All Stars", ottenibile mediante un trucco, la quale è composta da personaggi appartenenti all'universo Namco e sono: Klonoa, Heihachi Mishima (Tekken), Ivy Valentine (Soulcalibur), Don (Point Blank) e Najavu (NamjaTown).

### Squadre selezionabili
- Argentina
- Brasile
- Cile
- Colombia
- Corea del Sud

- Croazia
- Danimarca
- Francia
- Germania
- Giappone

- Grecia
- Inghilterra
- Italia
- Jugoslavia
- Messico

- Nigeria
- Paesi Bassi
- Repubblica Ceca
- Spagna
- Stati Uniti

## Accoglienza
In Giappone, la rivista Game Machine elencò World Kicks nel numero del 15 aprile 2000 come la settima unità arcade di maggior successo del mese.